# کریس انجل
کریستفر نیکولاس سارانتاکوس (به انگلیسی: Christopher Nicholas Sarantakos) (متولد ۱۹ دسامبر ۱۹۶۷) که بیشتر با نام هنری خویش کریس انجل شناخته می‌شود، یک شعبده‌باز، گریزکار، موسیقی‌دان و بدل‌کار آمریکایی است. او بیشتر به خاطر اجرایِ برنامه تلویزیونی ذهن عجیب کریس انجل «Criss Angel Mindfreak» شناخته می‌شود. لقب magician که در مورد او به کار برده‌اند به معنایِ ساحر یا جادوگر نیست بلکه همان معنای شعبده‌باز یا تردست را می‌دهد که معادلِ توهم گر است.

## زندگی‌نامه
کریس آنجل در سال ۱۹۶۷ در نیویورک به دنیا آمد. او به همراه مادر یونانی، پدر و دو برادرش Costa و JD و دو گربه خانگی اش در نیویورک بزرگ شد. او در نوجوانی به یادگیری و نواختن سازهای موسیقی مثل فلوت و آکاردئون پرداخت. یکی از بزرگترین مشکلات کریس در زندگی از دست دادن پدرش به دلیل سرطان بود. وقتی در سن ۶ سالگی عمه او یک شعبده بازی با ورق برای او انجام داد مسیر زندگی کریس تغییر کرد و از همان دوران به انجام کارهای عجیب و غریب و شعبده بازی‌هایی که بیشتر جنبه واقعیت داشته باشند پرداخت. دو نفر از بزرگترین شعبده بازانی که او را تحت تأثیر قرار دادند و کریس از کارهای آن‌ها الهام می‌گیرد هری هودینی و آلدو ریچیاردی هستند. او از همان دوران نوجوانی در مهمانی‌ها و جشن‌ها دست به انجام شعبده بازی‌های فراگرفته و ابتکاری خود می‌زد. در همین زمان شعبده بازی به نام جیمز رندی که از خوانندگان گروه فرشته غبار بود ورق‌های بازی را بنام فرشته منتشر کرد و آهنگ ذهن فریک را برای برنامه‌های نمایشی کریس آماده کرد.
کریس در سال ۲۰۰۱ و ۲۰۰۴ برنده جایزه جادوگران آی ام اس (انجمن بین المللی شعبده بازان) که از سال ۱۹۶۸ تا به‌حال مجموعاً ۳۷۰۰۰ عضو در سرار دنیا دارد و در سال ۲۰۰۵ برنده جایزه بزرگترین شعبده باز آمریکا شد و برنامه‌ای در یکی از کانالهای ماهواره بنام A&E هرهفته کارهای جدیدش را پخش می‌کند. او در این کانال شروع به آموزش کارهای ساده شعبده بازی به بینندگان کرد و در مصاحبه‌ای با پن ژیلت اظهار کرد که باور نمی‌کند که انسانی با قدرت ماوراءطبیعه وجود داشته باشه اما باز هم افرادی به او داشتن قدرت‌های ماوراء را نسبت می‌دهند و حتی خود کریس در بسیاری از اجراهایش خود را شعبده باز و جادوگر معرفی می‌کند.
این مجموعه شامل سه فصل ذهن شکن + ذهن فرشته ماورالطبیعه + دو فصل مغز متفکر است. همچنین وی در سالن تئاتر هتلی در لاس وگاس هر روز به اجرای نمایشی با نام ایمان داشتن می‌پردازد.

## مجموعه‌ها
او ابتدا مجموعه ای تلویزیونی نمایشی با نام فوق العاده طبیعی را عرضه کرد که فقط ۱ قسمت داشت. سپس از شبکه A&E TV مجموعه مایند فریک را پخش کرد که این مجموعه دارای ۶ فصل است. بعد از این مجموعه کریس مجموعه ای با نام ایمان داشتن را از شبکه تلویزیونی سنبله عرضه کرد و دارای یک فصل ۱۱ قسمتی می‌باشد.

## اتهامات علیه کریس
بسیاری از افراد کریس آنجل را به علت نوعی که لباس می‌پوشد و علامت‌هایی که روی لباس‌هایش هست فراماسون می‌خوانند .

مخالفان این اتهامات میگویند که "او مسیحی است و در بسیاری از اجراهایش دعا خوانده". البته که این مخالفت اشتباه است چرا که فراماسون های درجه های پایین تر میتوانند مسیحی یا حتی مسلمان باشد و صرف دیندار بودن نمیتواند دلیلی بر رد ماسون بودن شخصی باشد. 
1. ↑  «Criss Angel Biography - Facts, Birthday, Life Story - Biography.com». web.archive.org. ۲۰۱۳-۰۶-۲۲. بایگانی‌شده از اصلی در ۲۲ ژوئن ۲۰۱۳. دریافت‌شده در ۲۰۲۱-۱۰-۳۰.
2. ↑  «Magician David Blaine Nominated for Consideration for First Ever Houdini Award From Scranton's Famous Houdini Museum. - Science Letter | HighBeam Research». web.archive.org. ۲۰۱۵-۰۳-۲۹. بایگانی‌شده از اصلی در ۲۹ مارس ۲۰۱۵. دریافت‌شده در ۲۰۲۱-۱۰-۳۰.
3. ↑  «Season Three: He Can Escape, Levitate, Walk on Water, Hang from a Helicopter and Perform Other Seemingly Impossible Tricks and Death-Defying Stunts. Meet Criss Angel (below), Magician, Illusionist and Showman Extraordinaire, Who Is about to Shift Your Mind and Mesmerise Your Senses with His Amazing Mental Powers - Sunday Tribune (South Africa) | HighBeam Research». web.archive.org. ۲۰۱۵-۰۳-۲۹. بایگانی‌شده از اصلی در ۲۹ مارس ۲۰۱۵. دریافت‌شده در ۲۰۲۱-۱۰-۳۰.
4. ↑  «Criss Angel and Cirque du Soleil name new Las Vegas show after Harry Houdini legend - AP Worldstream | HighBeam Research». web.archive.org. ۲۰۱۵-۰۳-۲۹. بایگانی‌شده از اصلی در ۲۹ مارس ۲۰۱۵. دریافت‌شده در ۲۰۲۱-۱۰-۳۰.
5. ↑  «A war of wizards: Criss Angel and David Blaine duel with rival TV shows - Las Vegas Sun News». web.archive.org. ۲۰۱۴-۰۲-۲۷. بایگانی‌شده از اصلی در ۲۷ فوریه ۲۰۱۴. دریافت‌شده در ۲۰۲۱-۱۰-۳۰.

- ویکی‌پدیای انگلیسی
- معانی مختلف Magic